# Aricera
Aricera is een plaats (freguesia) in de Portugese gemeente Armamar en telt 236 inwoners (2001).